# کاظمین
کاظمین یا کاظمیه (به عربی: الكاظمية) یکی از محله‌های شیعه‌نشین شهر بغداد در بخش غربی رود دجله است. آرامگاه امام هفتم شیعیان موسی کاظم و امام نهم محمد تقی ، که به حرم کاظمین مشهور است،  در این منطقه قرار دارد. دلیل نامگذاری این منطقه به کاظمیه، وجود حرم کاظمین در این منطقه می‌باشد.

## حرم جوادین

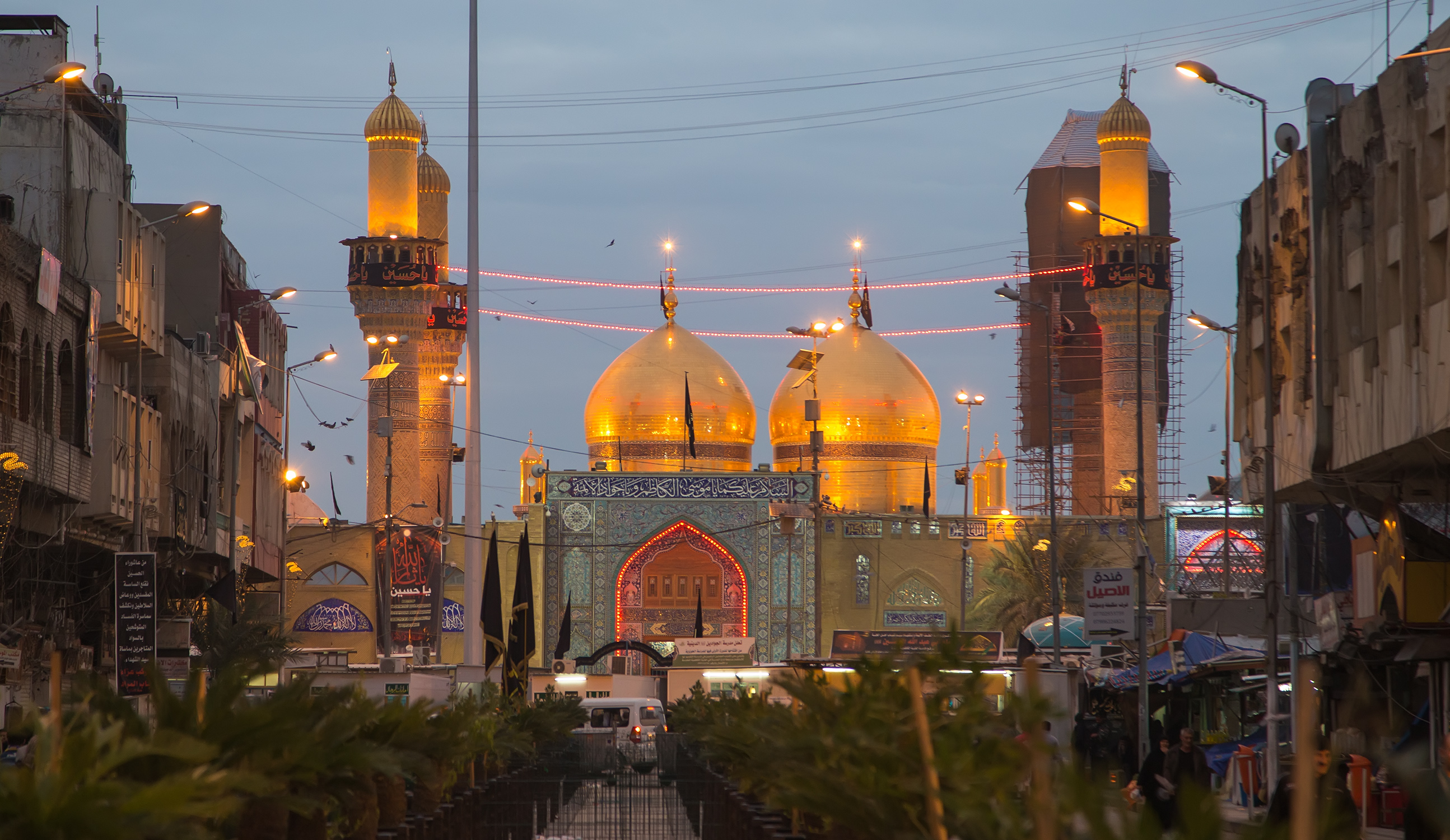
حرم کاظمین

### مدفونین در حرم
- امام موسی کاظم
- امام محمد تقی
- خواجه نصیرالدین طوسی
- سید رضی
- سید مرتضی علم الهدی
- شیخ مفید
- امین خلیفه عباسی

## موقعیت جغرافیایی
واقع در شمال شهر بغداد، پایتخت عراق است. 